# Ur-Nammu
Ur-Nammu (Også Ur-Namma, Ur-Engur, Ur-Gur) regerede fra ca. 2112 f.Kr. - 2095 f.Kr. (eller muligvis ca. 2047-2030 f.Kr.) grundlagde det Tredje Sumeriske Dynasti af oldtidsbyen Ur, i det sydlige Mesopotamien.
Ur-Nammu er primært kendt for sin lovsamling, Ur-Nammus lovsamling, som er den hidtil ældste kendte lovsamling. Lovsamlingen blev skrevet på sumerisk omkring år 2100-2050 f.Kr.
Ifølge den sumeriske kongeliste regerede Ur-Nammu i 18 år. Kongelisterne henviser endvidere til Ur-Nammus juridiske bedrifter "Året hvor Ur-Nammu indførte retfærdighed i landet".